# 워누
워누(중국어: 倭奴; 왜노)는 중화권 국가에서 일본인을 경멸의 의미로 부르는 비속어이다.

## 어원
어원은 일본이 중국에서 일본의 국명을 처음으로 음역한 데서 나온 호칭이다. '왜노국'이라는 표현보다는 왜국, 노국이 더 많이 등장하는데, 이때에는 '나국'이라고 발음하는 경우가 많다. 한자의 훈이 아니라 음으로 봐야하는 말이다. 여기에는 딱히 비하의 의미가 없었다.
본래 어원은 나쁜 뜻이 아니었지만, 지금은 역사학에서 학술적으로 쓸 때를 제외하고서는 일본인들이 모욕적으로 생각하는 호칭이자 상당히 비하하는 단어이다.
하지만 일본 조정에서는 점차 하필 사용된 한자가 멸칭으로도 사용할 수 있는 글자임을 거북히 여겨 야마토(大和)니 하는 호칭을 쓰다 최종적으로 일본이라는 한자 국호를 채택한다. 
이후 중국과 일본 간 외교문서에서는 일본이라는 국호를 채택하지만, 중국 측에서 일본을 괘씸하다고 느꼈을 때는 왜국이니 왜노니 하는 호칭을 사용하는 식으로 사용법이 분화되었다.

## 사례
역사적인 이유로 혐일 감정이 매우 심한 중국에서는 이 말이 즐겨 쓰인다. 중국의 언론에서도 자주 즐겨쓰는 표현이며, 심지어 정부에서도 만주사변 및 난징 대학살, 댜오위다오 영토분쟁 등을 맞이하여 중국인들이 강력한 반일 감정을 가지도록 이 욕설을 최대한 많이 쓰게 하라고 권장한 사례도 있다.
중국인들의 반일 시위에서 사용된 "타도! 워누"(打倒！倭奴)라는 문구가 쓰여진 현수막 등이 많이 발견되어 일본 언론에 널리 알려져 많은 일본인들이 분노하기도 했다.
2004년 AFC 아시안컵 결승전에서 일본에 아쉽게 패한 중국 팀 서포터가 "워누 죽어라!"(倭奴！死) 등의 발언을 하는 장면이 나왔었다.